# Guillaume-Charles Rousseau
Guillaume-Charles Rousseau (Mareil-en-Champagne, 27 novembre 1772 – La Roche-sur-Yon, 1º ottobre 1834) è stato un generale francese.

## Biografia
Praticante presso un notaio, iniziò la carriera militare arruolandosi il 28 agosto 1792, inquadrato come sergente maggiore nella 14ª compagnia delle guardie nazionali della Sarthe. Fu promosso tenente dal 16 settembre 1792, all'interno del 16º battaglione volontari di riserva, poi inglobato nella 199ª mezza-brigata di fanteria. Dal 1792 al 1797 prestò servizio nell'Armée du Nord e gli fu dato il grado di capitano il 23 dicembre 1793. Fu destinato alla 199ª mezza-brigata dal 18 agosto 1794, e dal 2 luglio 1796 passò alla 72ª mezza brigata.
Nel 1798 e nel 1799 combatté nell'armata della Batavia, e alla fine del 1799 passò prima all'armata del Danubio, poi a quella del Reno. Fu colpito al collo il 26 giugno 1799 nel corso della battaglia di Altenheim. Nel 1800 e nel 1801 prestò servizio negli eserciti di Batavia, dell'Ovest e dell'Italia,e fu colpito alla testa il 25 dicembre 1800 durante il passaggio del Mincio. Dal 1803 al 1805 venne impiegato nell'esercito della costa oceanica francese, ed il 31 agosto 1805, passò alla 4ª compagnia del 1º battaglione del 1º reggimento di cacciatori a piedi della guardia imperiale.
Dal 1805 al 1807 fu nella Grande Armée, ma nel 1808 si arruolò nell'esercito spagnolo e nel 1809 passò all'esercito di Germania. Il 5 aprile 1809, fu nominato capo di battaglione del reggimento di fucilieri-cacciatori della guardia imperiale e venne ferito al basso ventre durante la battaglia di Essling il 22 maggio 1809. Nel 1810 e nel 1811 prestò servizio in Spagna e venne nuovamente ferito da un colpo di pistola al basso addome presso Languessa, vicino a Pamplona, il 15 settembre 1811.
Il 18 settembre 1811, ricevette il grado di colonnello del 6º reggimento volteggiatori della guardia imperiale e combatté nella campagna di Mosca nella divisione Delaborde. Il 1º marzo 1813 passò al reggimento fucilieri-cacciatori della guardia imperiale ed il 15 agosto di quello stesso anno si spostò in Sassonia al seguito della 1ª brigata della 1ª divisione. Il 19 giugno 1813 venne creato barone dell'impero ed il 30 agosto successivo ottenne la croce di commendatore dell'ordine della legion d'onore. Promosso al grado di generale di brigata il 21 dicembre 1813, venne assegnato alla divisione Meunier. Il 9 gennaio 1814 occupò nuovamente Epinal da dove però venne espulso l'11 gennaio e fu gravemente ferito ad una spalla da un colpo di fucile. Il 13 marzo 1814 sostituì il generale Boyer alla testa della sua brigata al ritorno dalla Spagna, e il 13 marzo venne assegnato alla 1ª divisione della guardia imperiale nel VII corpo d'armata. Il 20 marzo si spostò ad Arcy-sur-Aube sotto la direzione del maresciallo Ney.
Durante la prima restaurazione borbonica, venne nominato cavaliere dell'Ordine di San Luigi il 25 luglio 1814 e dal 1º settembre fu posto in riserva. Divenne comandante del dipartimento del Morbihan il 26 marzo 1815, e venne poi rimesso nuovamente in riserva dal 1º settembre 1815. Pensionato dal 17 maggio 1825, il 24 agosto 1830 riprese servizio come comandante militare dell'area dei Bassi Pirenei, passando poi alla Vandea dal 23 ottobre successivo. 
Morì a La Roche-sur-Yon il 1º ottobre 1834.